# 宋恩繁
宋恩繁（1928年—），笔名从众，满族，辽宁锦县人，中华人民共和国政治人物、外交官。曾任中华人民共和国外交部办公厅副主任、外交部档案馆馆长。

## 生平
1945年9月，宋恩繁参加革命工作。11月，加入中国共产党。1946年，在热辽地委机关报《群声报》工作。1948年7月，任热辽地委党校总务科长。10月，改任热河省朝阳县占都巴区区长、区委书记。1950年2月，任中共朝阳县委秘书、县委委员。1951年，任中共热河省委办公室研究员。1953年1月，任热河省委第一书记王国权秘书。1955年，赴中共中央第一中级党校学习。1956年8月，调入外交部工作，先后任驻民主德国大使馆二等秘书、外交部办公厅秘书室主任、专员。1971年，中国与奥地利建交，宋恩繁任驻奥地利大使馆政务参赞，负责筹建大使馆。后任驻阿尔及利亚大使馆政务参赞和外交部“五七”干校校长兼党委书记。1973年7月，离休。
1983年12月，任外交部办公厅副主任。后任外交部档案馆馆长。